# 箜篌

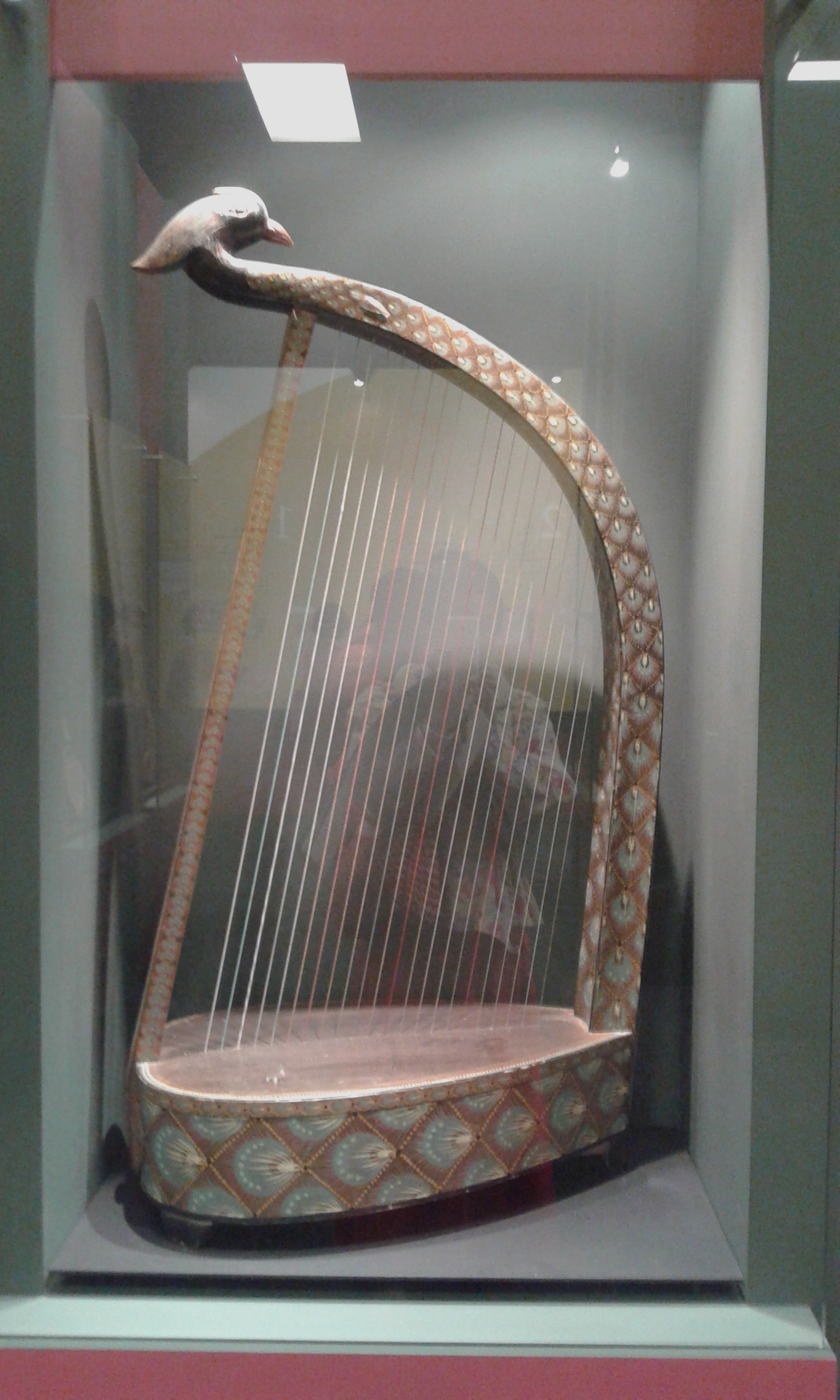
鳳首箜篌

箜篌，是一种拨弦乐器。漢武帝令樂人侯調始造空侯。《风俗通》、《通典》則說是侯调所作。因为制器的人姓侯，而其声坎坎，所以叫坎侯。
分卧式和竖式两种。卧箜篌平放横弹似朝鮮玄琴，又称箜篌玄琴，是公元前111年产生于汉代的乐器。
竖头箜篌，又名胡箜篌，约在汉灵帝时由西域传入。箜篌高三尺许．形如半边木梳，弦数因乐器大小而不同，最少的5根弦，最多的25根弦，竖头箜篌经过隋唐至明时期数代的的发展和改进，配合本土的音乐文化习惯，创造出了唐箜篌，明箜篌等新式箜篌。在龜兹石窟的壁畫中，直項琵琶與豎箜篌常配組出現在佛說法圖、涅般圖、因緣故事和伎樂天人的供養圖中。
唐代以后的箜篌专指竖箜篌。琴弦一般系在敞开的框架上，用手指拨弹。箜篌與琵琶、五絃、箏合稱隋唐俗樂中的絲弦。明代燕樂制度中箜篌直長4尺8寸，並柄上雕龍頭，20絃。
日本奈良縣正仓院保存有唐代漆竖箜篌残件，有槽、颈、脚柱、响板、梁等部分，據残件與相关图像，音箱當在向上弯曲的曲木上，下方横木供系弦之用。
自唐以后，演奏箜篌的人越来越少。明清之后，逐渐失传。1930年代有箜篌复制工作，1959年，北京乐器研究所研制明代的箜篌。
1980年中國研發了新型改良箜篌——現代箜篌，結合西方的豎琴、古箏、琵琶、古琴等樂器所形成的新式箜篌。主要特徵為雙排琴弦，琴弦間為形似琵琶的梨形共鳴箱，帶有古箏和中國部分傳統民族樂器特有的琴碼，外形和大小與豎琴相似，指法結合豎琴指法、古琴指法、古箏指法和琵琶指法等，因而可以做到揉、壓、顫音、滑音、泛音、搖指等。

## 分类
隋唐九部樂中箜篌分三种：
- 臥箜篌
- 豎箜篌
- 鳳首箜篌

- 唐代樂伎彈箜篌
- 唐箜篌抚琴模印砖
- 敦煌壁画中伎樂天人的的竖箜篌
- 竖箜篌
- 女子彈14弦竖箜篌
- 改良箜篌
- 中国五代的彩绘石散乐浮雕，出土于保定市曲阳县（现藏于河北博物院）

## 相關文化

### 文學
- 無名氏《古詩為焦仲卿妻作》有「十五弹箜篌」
- 李賀詩《李凭箜篌引》有「李憑中國彈箜篌」
- 吳偉業詩《圓圓曲》有「許將戚里箜篌伎」
- 席慕蓉詩《古相思曲》有「那彈箜篌的女子也是十六歲嗎」

### 遊戲
- 《仙劍奇俠傳四》中設定為女主角柳夢璃的武器。
- 《真·三國無雙6》、《真·三國無雙7》和《無雙大蛇2》中設定為蔡文姬的武器。
- 《古劍奇譚二》中設定為流月城高階祭司華月的武器。

### 樂器
- 朝鮮的玄琴
- 日本的百濟琴
- 緬甸的桑高（英语：Saung）
- 西洋的豎琴

### 戲劇
- 錦衣之下男主角陸繹的母親及女主角袁今夏，皆擅長演奏箜篌
- 折腰女主角蠻蠻的姐姐阿梵，擅長演奏箜篌

## 註解
1. ↑  《史记·封禅书》：祷祠太一后土，始用乐舞，益召歌儿，作二十五弦及空侯，琴瑟自此起。
2. ↑  《舊唐書·志第九音樂二》：箜篌，汉武帝使乐人侯调所作，以祠太一。或云侯辉所作，其声坎坎应节，谓之坎侯，声讹为箜篌。或谓师延靡靡乐，非也。旧说亦依琴制。今按其形，似瑟而小，七弦，用拨弹之，如琵琶。竖箜篌，胡乐也，汉灵帝好之。体曲而长，二十有二弦，竖抱于怀，用两手齐奏，俗谓之擘箜篌。凤首箜篌，有项如轸。
3. ↑  《隋書·音樂志》：今直项琵琶、竖头箜篌之徒，并出自西域，非华夏旧器。
4. ↑  《通典》：竖空侯，胡乐也，汉灵帝好之。体曲而长，二十三弦，抱于怀中，两手齐奏之，谓之擘，正今物也。
5. ↑  《东京梦华录》：箜篌高三尺许，形如半边木梳，黒漆镂花金装画，下有台座，张二十五弦，一人跪而交手擘之。
6. ↑  《大明會典》儀仗二：箜篌八把。用梓木為身。闊五寸。厚六寸。直長四尺八寸並柄上雕龍頭。中嵌花板雕盤龍一、俱沉香色描金。附以烏木引條、繫二十絃。下橫施引首、並描金沉香色龍頭、通長二尺二寸五分。上施烏木軸子二十。中有柱手。用烏木製成竹節。兩末、雕龍頭描金、長一尺二寸五分。兩龍頭下、各垂綵線(巾分)錔。
7. ↑  周珂. . 《大众文艺》. 2020年, (24): 201–202. ISSN 1007-5828.
8. ↑  《新唐书·礼乐志》

## 延伸阅读
[在维基数据编辑]
 《欽定古今圖書集成·經濟彙編·樂律典·箜篌部》，出自陈梦雷《古今圖書集成》